# داویت زاورییان
داویت کریستاپوری زاورییان (ارمنی: Դավիթ Քրիստափորի Զավրիյան؛ زادهٔ ۲۳ ژوئن ۱۸۸۹ - درگذشته ۱۱ اوت ۱۹۵۷) یک استاد و شیمی‌دان اهل ارمنستانکه از تاریخ تا تاریخ ریاست دانشگاه دولتی ایروان را برعهده داشت.

## زندگی‌نامه
در ۵ ژوئیه [سبک قدیمی: ۲۳ ژوئن] ۱۸۸۹ در تفلیس به دنیا آمد و از دانشگاه دولتی ایروان فارغ‌التحصیل شد. وی همچنین برنده دانشگاه دولتی سن پترزبورگ شده است. وی در ۱۱ اوت ۱۹۵۷ در سن ۶۸ سالگی در تفلیس درگذشت.